# Pseudoterinaea
Pseudoterinaea is een kevergeslacht uit de familie van de boktorren (Cerambycidae). De wetenschappelijke naam van het geslacht werd voor het eerst geldig gepubliceerd in 1940 door Breuning.

## Soorten
Pseudoterinaea omvat de volgende soorten:
- Pseudoterinaea bicoloripes (Pic, 1926)
- Pseudoterinaea densepunctata (Breuning, 1954)
- Pseudoterinaea indica Breuning, 1940
- Pseudoterinaea nigerrima Breuning, 1964
- Pseudoterinaea seticornis (Gressitt, 1940)